# Geena Gall
Geena Gall (* 18. Januar 1987 in Flint, Michigan als Geena Lara) ist eine ehemalige US-amerikanische Leichtathletin, die sich auf den 800-Meter-Lauf spezialisiert hat.

## Sportliche Laufbahn
Geena Gall wuchs in Michigan auf und studierte ab 2005 an der University of Michigan. Erste internationale Erfahrungen sammelte sie im Jahr 2007, als sie bei den NACAC-Meisterschaften in San Salvador in 2:06,64 min den vierten Platz belegte. Im Jahr darauf wurde sie NCAA-Collegemeisterin über 800 Meter und siegte in 2:10,32 min auch bei den U23-NACAC-Meisterschaften in Toluca. 2009 wurde sie erneut NCAA-Meisterin und schied im Sommer bei den Weltmeisterschaften in Berlin mit 2:01,30 min im Halbfinale aus. 2012 nahm sie an den Olympischen Sommerspielen in London teil und schied dort mit 2:05,76 min im Semifinale aus. Bei den IAAF World Relays 2014 in Nassau siegte sie in 8:01,58 min gemeinsam mit Chanelle Price, Ajeé Wilson und Brenda Martinez in der 4-mal-800-Meter-Staffel. 2016 beendete sie dann ihre aktive sportliche Karriere im Alter von 29 Jahren.

## Persönliche Bestleistungen
- 800 Meter: 1:59,24 min, 25. Juni 2012 in Eugene
  - 800 Meter (Halle): 2:03,37 min, 15. Februar 2008 in Fayetteville
- 1500 Meter: 4:09,95 min, 5. Juli 2013 in Victoria